# Xenostryxis jasnoshae
Xenostryxis jasnoshae är en stekelart som först beskrevs av Svetlana N. Myartseva och Trjapitzin 1974.  Xenostryxis jasnoshae ingår i släktet Xenostryxis och familjen sköldlussteklar. Inga underarter finns listade i Catalogue of Life.